# Brzanka wielkołuska
Brzanka wielkołuska (Puntius oligolepis) – gatunek słodkowodnej ryby z rodziny karpiowatych (Cyprinidae).

## Występowanie
Przydenna ryba stadna zamieszkująca strumienie o przejrzystej wodzie i drobne zbiorniki wyżynnych regionów Sumatry.

## Charakterystyka
Dorasta do 3 cm długości ciała, samce są intensywniej ubarwione, z czarno obwiedzionymi płetwami.